# Jämsänsaari
Jämsänsaari är en liten ö i Joukamojärvi i Finland. Den ligger i sjön Joukamojärvi och i kommunen Kuusamo i den ekonomiska regionen  Koillismaa  och landskapet Norra Österbotten, i den nordöstra delen av landet, 700 km norr om huvudstaden Helsingfors. Öns area är 6,4 hektar och dess största längd är 0,7 kilometer i öst-västlig riktning.